# 亞伐霏歐
亞伐霏歐（鄒語：Iafafeoi），是台灣鄒族神話中的戰神，位階為上神，掌管著戰爭的事物，是鄒族最重要的神祇之一，也是戰祭中祭祀的對象。

## 職責
亞伐霏歐是戰士的守護神，決定著戰爭的結果，只有被他所認可的男子才可以得到祂的庇佑並獲得力量，出征時沒有祂幫忙，連射箭都射不中。因此鄒族人除了出征前會向祂祈禱外，在戰祭上也會嚴謹地祭祀祂。另外，亞伐霏歐也是主神哈莫的隨護神，會在戰祭期間護送哈莫下凡（另有一說是命運神波送弗依聽令於祂）。

## 形象
亞伐霏歐（Iafafeoi）的意思來自於窺探、埋伏（I'fafeoi），是名身穿紅外衣、帶皮帽、帽冠上插著石斛蘭的男子，祂平常住在部落的「庫巴（男子集會所）」的敵首籠和天上，時常來往於天界和人間。

## 祭典
亞伐霏歐是戰祭中主要祭祀的對象，祂在戰祭期間會藉由赤榕樹下凡到部落的庫巴裡，接受族人的祭祀，並且保佑族人。

## 文化
鄒族最正式的勇士外衣（皮帽、紅衣和各種飾品），便是來自於傳說中亞伐霏歐的喜好，祂認為紅色的外衣才是最乾淨的衣服。也因為祂的關係，石斛蘭被鄒族人視為神花，而赤榕樹則被視為神樹，每個部落的庫巴旁都會種植，戰祭也是鄒族最重要的祭典之一。